# Grondona (Italie)
Pour les articles homonymes, voir Grondona (homonymie).
Grondona est une commune de la province d'Alexandrie dans le Piémont en Italie.

## Administration
| Période                                  | Période  | Identité          | Étiquette     | Qualité |
| ---------------------------------------- | -------- | ----------------- | ------------- | ------- |
| 14 juin 2004                             | En cours | Mario Paolo Sassi | Liste civique |         |
| Les données manquantes sont à compléter. |          |                   |               |         |

### Hameaux
Lemmi, Ca' di Lemmi, Sasso, Sezzella, Rio della Casa, Variana, Formighezzo, Chiapparolo, Torrotta

### Communes limitrophes
Arquata Scrivia, Borghetto di Borbera, Isola del Cantone, Roccaforte Ligure, Vignole Borbera

### Évolution démographique
Habitants recensés

### Personnalités liées à la commune
- Ricado Garrone (1937 - ), chef d'entreprise, né à Gênes, président du UC Sampdoria mais originaire de Gondrona et qui y réside